# Saimel

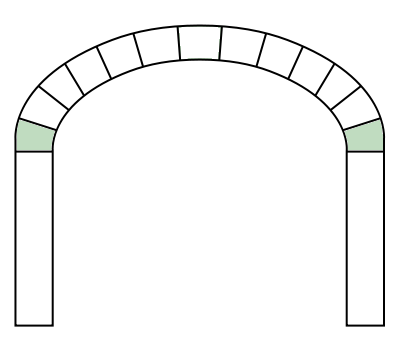
Saimel (parte inferior do arco)

Saimel é, em arquitetura, primeira pedra colocada sobre o capitel ou cimalha e que começa a formar a volta do arco, que está em contacto com a imposta e que recebe o peso de todo o arco. Portanto, é a primeira pedra de um arco alintelado, que assenta horizontalmente sobre os pilares laterais, capiteis ou ombreiras, sobre o qual assenta a aduela.